# Theridion cruciferum
Theridion cruciferum är en spindelart som beskrevs av Arthur Urquhart 1886. Theridion cruciferum ingår i släktet Theridion och familjen klotspindlar. Inga underarter finns listade i Catalogue of Life.